# Reggenza di Lombok Orientale
La reggenza di Lombok Orientale (in indonesiano: Kabupaten Lombok Timur) è una reggenza dell'Indonesia, situata nella provincia di Nusa Tenggara Occidentale.